# هلموت برگر
هلموت برگر (انگلیسی: Helmut Berger؛ زادهٔ ۲۹ مهٔ ۱۹۴۴ - درگذشته ۱۸ مه ۲۰۲۳) هنرپیشه اهل اتریش بود. وی از سال ۱۹۶۴ میلادی تا ۲۰۱۹ مشغول فعالیت بوده‌است.
از فیلم‌هایی که وی در آن نقش داشته‌است، می‌توان به پدرخوانده: قسمت سوم، باغ فینزی کوینتینی، لودویک، ساحره‌ها، نامزد، سالن کیتی، یورش بزرگ، پروانه خون‌آلود، دوریان گری و تابلوی خانواده در صحنه‌ای از زندگی روزانه اشاره کرد.